# فيصل مسرحي
فيصل محمد مسرحي، حارس مرمى سعودي.

## مسيرة اللاعب
لعب في نادي القادسية ونادي الفيحاء.

## الحياة الشخصية
هو شقيق اللاعبين سلطان مسرحي وخليفة مسرحي وأيمن مسرحي.

## روابط خارجية
- فيصل مسرحي على موقع Soccerway.com (الإنجليزية)